# TBX19
TBX19 (англ. T-box 19) – білок, який кодується однойменним геном, розташованим у людей на короткому плечі 1-ї хромосоми.  Довжина поліпептидного ланцюга білка становить 448 амінокислот, а молекулярна маса — 48 238.
| 10         |  | 20         |  | 30         |  | 40         |  | 50         |
| ---------- |  | ---------- |  | ---------- |  | ---------- |  | ---------- |
| MAMSELGTRK |  | PSDGTVSHLL |  | NVVESELQAG |  | REKGDPTEKQ |  | LQIILEDAPL |
| WQRFKEVTNE |  | MIVTKNGRRM |  | FPVLKISVTG |  | LDPNAMYSLL |  | LDFVPTDSHR |
| WKYVNGEWVP |  | AGKPEVSSHS |  | CVYIHPDSPN |  | FGAHWMKAPI |  | SFSKVKLTNK |
| LNGGGQIMLN |  | SLHKYEPQVH |  | IVRVGSAHRM |  | VTNCSFPETQ |  | FIAVTAYQNE |
| EITALKIKYN |  | PFAKAFLDAK |  | ERNHLRDVPE |  | AISESQHVTY |  | SHLGGWIFSN |
| PDGVCTAGNS |  | NYQYAAPLPL |  | PAPHTHHGCE |  | HYSGLRGHRQ |  | APYPSAYMHR |
| NHSPSVNLIE |  | SSSNNLQVFS |  | GPDSWTSLSS |  | TPHASILSVP |  | HTNGPINPGP |
| SPYPCLWTIS |  | NGAGGPSGPG |  | PEVHASTPGA |  | FLLGNPAVTS |  | PPSVLSTQAP |
| TSAGVEVLGE |  | PSLTSIAVST |  | WTAVASHPFA |  | GWGGPGAGGH |  | HSPSSLDG   |

A: Аланін

C: Цистеїн

D: Аспарагінова кислота

E: Глутамінова кислота

F: Фенілаланін

G: Гліцин

H: Гістидин

I: Ізолейцин

K: Лізин

L: Лейцин

M: Метіонін

N: Аспарагін

P: Пролін

Q: Глутамін

R: Аргінін

S: Серин

T: Треонін

V: Валін

W: Триптофан

Кодований геном білок за функціями належить до репресорів, активаторів. 
Задіяний у таких біологічних процесах як транскрипція, регуляція транскрипції. 
Білок має сайт для зв'язування з ДНК. 
Локалізований у ядрі.